# Orthotrichaceae
Die Orthotrichaceae sind eine Familie der Laubmoose (Bryophyta) und bilden alleine die Ordnung Orthotrichales. 

## Merkmale
Die Vertreter dieser Moosfamilie wachsen polster- oder rasenförmig und kommen fast weltweit auf Erde, Gestein und Rinden vor. Die Moose, die zu dieser Familie gehören, bilden kriechende bis aufrechte Stämmchen aus, die in trockenem Zustand häufig gekräuselte, anliegende oder gekielte Blätter aufweisen, die zungenförmig und meist ganzrandig sind. Die Blattrippe reicht bis zur Blattspitze. Die Laminazellen sind im oberen Blattabschnitt rundlich und an der Blattbasis eher rechteckig mehr oder minder verlängert und oft durchsichtig. Die Sporogonen stehen durch Übergipfelung von Seitenästen scheinbar seitenständig. Das nur selten fehlende Peristom ist meist doppelt ausgebildet. Eine vegetative Vermehrung durch Brutkörper ist nicht selten.

## Systematik
Die Orthotrichaceae umfassen 19 Gattungen in zwei Unterfamilien:
- Unterfamilie Orthotrichoideae
  - Codonoblepharon
  - Leratia
  - Orthotrichum, auch in Europa vertreten
  - Pentastichella
  - Pleurorthotrichum
  - Sehnemobryum
  - Stoneobryum
  - Krausblattmoose (Ulota), auch in Europa vertreten
  - Zygodon, auch in Europa vertreten

- Unterfamilie Macromitrioideae
  - Cardotiella
  - Ceuthotheca
  - Desmothcea
  - Florschuetziella
  - Groutiella
  - Leiomitrium
  - Macrocoma
  - Macromitrium
  - Matteria
  - Schlotheimia